# Gustine, Kalifornien
Gustine är en stad (city) i Merced County, i delstaten Kalifornien, USA. Enligt United States Census Bureau har staden en folkmängd på 5 611 invånare (2011) och en landarea på 4 km².